# حقوق الحيوان في ألمانيا النازية
كان هُناك دعم واسع النطاق لرعاية الحيوان في ألمانيا النازية، بحيث اتخذ «أدولف هتلر» وكبار مسؤوليه مجموعة مُتنوعة من الإجراءات لضمان حماية الحيوانات. قوانين الرفق بالحيوان التي وضعها النازيون لاتزال سارية حتى اليوم في ألمانيا.
كان العديد من النازيين من دُعاة حماية البيئة، وكانت رعاية الحيوانات من القضايا المُهمة في النظام النازي. بذل «هاينريش هيملر» جهدًا لمنع صيد الحيوانات. كان «هيرمان جورينج» من مُحبي الحيوانات المعروفين والمحافظين على البيئة، الذي قام، بناءً على تعليمات من «هتلر»، بمُعاقبة الألمان الذين انتهكوا قوانين رعاية الحيوانات النازية باسرُهم إلى مُعسكرات الاعتقال. وصف وزير الدعاية النازي «جوزيف جوبلز»، في مُذكراته الخاصة، «هتلر» بأنه نباتي تنبع كراهيته لليهودية في جزء كبير من التمييز الأخلاقي الذي رسمه هذا الإيمان الخاطىْ بين قيمة حياة البشر وقيمة حياة الحيوانات الأخرى؛ يذكر جوبلز أيضًا أن «هتلر» قد خطط لحظر المَسالخ في الرايخ الألماني بعد انتهاء الحرب العالمية الثانية. ومع ذلك، كانت التجارب على الحيوانات شائعة في ألمانيا النازية.

## التدابير المُتخذة
في نهاية القرن التاسع عشر، كان ذَبح الكوشر وتشريح الحيوانات الحية من الاهتمامات الرئيسية لحركة الرفق بالحيوان الألمانية. تبنى النازيون هذه المخاوف كجزء من برنامجهم السياسي. وفقًا للناشط في مجال حقوق الحيوان، «بوريا ساكس»، رفض النازيون الأسباب البشرية لحماية الحيوانات - يجب حماية الحيوانات لمصلحتهم فقط -. في عام 1927، دعا مُمثل النازيين في الرايخستاغ إلى اتخاذ إجراءات ضد القسوة على الحيوانات وذبح الكوشر.
في عام 1931، اقترح الحزب النازي (الذي كان آنذاك أقلية في الرايخستاغ) حظر تشريح الأحياء، لكن الحظر فشل في جذب الدعم من الأحزاب السياسية الأخرى. بحلول عام 1933، بعد أن صعد «هتلر» إلى المُستشارية وعزز النازيون سيطرتهم على الرايخستاغ، عقد النازيون على الفور اجتماعاً لسن حظر تشريح الأحياء. في 21 أبريل 1933، فور وصول النازيين إلى السُلطة، بدأ البرلمان في إصدار قوانين لتنظيم ذبح الحيوانات. في 21 أبريل، صدر قانون بشأن ذبح الحيوانات، لن يتم ذبح أي حيوان بدون تخدير.

في 24 أبريل، صدر أمر من وزارة الداخلية البروسية فيما يتعلق بذبح ذوات الدم البارد. كانت ألمانيا أول دولة تحظر تشريح الحيوانات الحية. تم سن قانون يفرض حظرًا تامًا على تشريح الأحياء الحية في 16 أغسطس 1933، من قبل «هيرمان جورينج» كرئيس لوزراء بروسيا. أعلن عن إنهاء «التعذيب الذي لا يُطاق والمعاناة في التجارب على الحيوانات» وقال إن أولئك الذين «ما زالوا يعتقدون أنهم يستطيعون الاستمرار في مُعاملة الحيوانات كممتلكات غير حية» سيتم إرسالهم إلى مُعسكرات الاعتقال. في 28 أغسطس 1933 أعلن «غورينغ» في بث إذاعي:
إن الحظر المُطلق والدائم على تشريح الكائنات الحية ليس فقط قانونًا ضروريًا لحماية الحيوانات ولإظهار التعاطف مع آلامهم، ولكنه أيضًا قانون للإنسانية نفسها... لذلك فقد أعلنت عن الحظر الفوري لتشريح الحيوانات الحية وجعلت مُمارسة الفعل جريمة يُعاقب عليها القانون في بروسيا. إلى أن يتم النطق بالعقوبة، يجب إيداع الجاني في معسكر اعتقال.
كما حظر «غورينغ» صيد الحيوانات بالفخاخ وفرض قيودًا صارمة على الصيد بشكل عام. نهى عن سلق الكركند وسرطان البحر. في إحدى الحوادث، أرسل صيادًا إلى مُعسكر اعتقال لتقطيعه ضُفدعًا اراد استخدامه كطُعم.

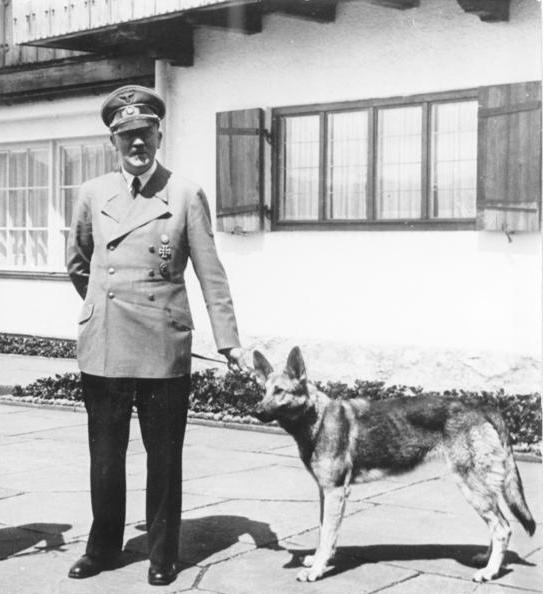
«هتلر» مع كلبته «بلوندي» في البرغهوف، 1942.

في 24 نوفمبر 1933، سنت ألمانيا النازية قانونًا آخر يُسمى (قانون الرايخ لحماية حيوانات). أدرج هذا القانون العديد من المحظورات ضد استخدام الحيوانات، بما في ذلك استخدامها في صناعة الأفلام والأحداث العامة الأخرى التي تسبب الألم أو الإضرار بالصحة، إطعام الطيور بالقوة وتمزيق أفخاذ الضفادع الحية. وكتب المديران بوزارة الداخلية الألمانية، «كليمنس جيز» و«والديمار كالر»، اللذان كانا مسئولين عن صياغة القانون التشريعي، في تعليقهما القانوني من عام 1939، أنه بموجب القانون يجب أن يكون الحيوانات «محمية لنفسها»، وبأنهما كتبا «تشريعًا للحماية يتجاوز القوانين القائم حتى الآن»).
في 23 فبراير 1934، صدر مرسوم من قبل وزارة التجارة والتوظيف البروسية الذي أدخل تعليم قوانين حماية الحيوان في المستويات الابتدائية والثانوية والجامعية. في 3 يوليو 1934، صدر قانون (قانون الرايخ للصيد) الذي حد من الصيد. أنشأ القانون أيضًا جمعية الصيد الألمانية بمُهمة تثقيف مُجتمع الصيد على الصيد الأخلاقي. 1 يوليو 1935، صدر قانون آخر (قانون الرايخ لحماية الطبيعة). وفقًا لمقال نُشر في إحدى المجلات الثقافية الفنلندية، كانت ألمانيا النازية أول دولة في العالم تضع الذئب تحت الحماية. ألمانيا النازية «قدمت التشريع الأول لحماية الذئاب.»
في عام 1934، استضافت ألمانيا النازية مؤتمرًا دوليًا حول الرفق بالحيوان في برلين. في 27 مارس 1936، صدر أمر بشأن ذبح الأسماك الحية وغيرها من ذوات الدم البارد. في 18 مارس من العام نفسه، صدر أمر بشأن التشجير وحماية الحيوانات في البرية. في 9 سبتمبر 1937، صدر قرار من وزارة الداخلية حدد المبادئ التوجيهية لنقل الحيوانات من مكان إلى أخر. في عام 1938، قدم النازيون الرفق بالحيوان كموضوع يتم تدريسه في المدارس والجامعات العامة في ألمانيا.

## فعالية القوانين

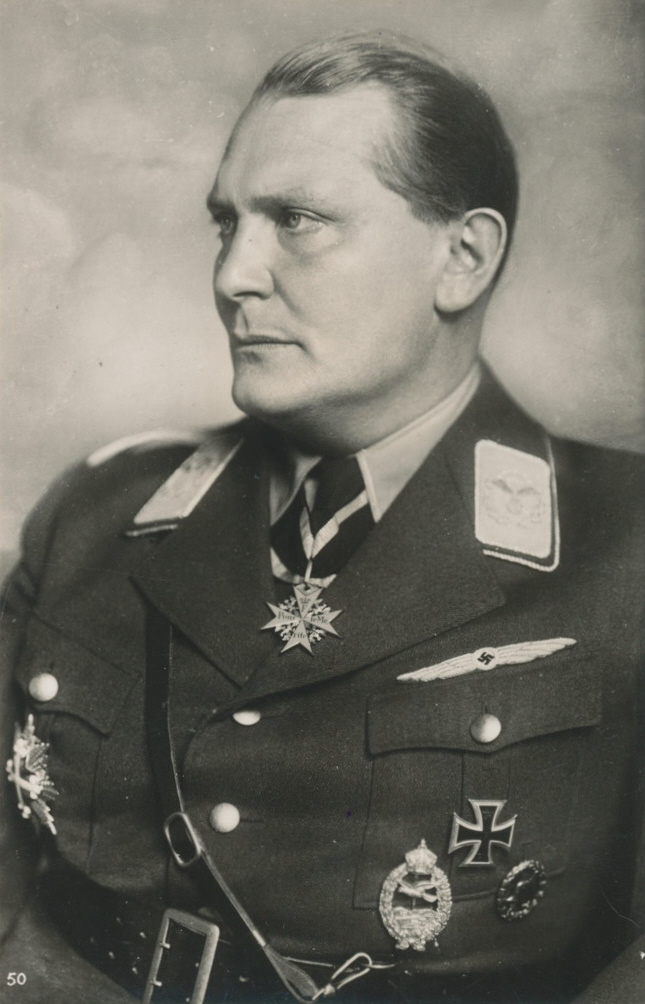
هيرمان جورينج يرتدي الزي الأزرق الرمادي للاتحاد الألماني للرياضات الجوية ويحمل عدة شارات.

على الرغم من سن قوانين مُختلفة لحماية الحيوان، إلا أن مدى تطبيقها كان موضع تساؤل. تمت مراجعة القانون الذي سنه «هيرمان جورينج» في 16 أغسطس 1933، والذي يحظر تشريح الحيوانات الحية بموجب مرسوم صادر في 5 سبتمبر من ذلك العام، مع أحكام أكثر تراخيًا، ثُم السماح لوزارة الداخلية للرايخ بتوزيع التصاريح على بعض الجامعات ومعاهد البحوث لإجراء تجارب على الحيوانات تحت ظروف التخدير والحاجة العلمية. وفقًا لـ لأرشيف المجلة الأوروبية لعلم وظائف الأعضاء، كانت هُناك العديد من التجارب على الحيوانات خلال النظام النازي. في عام 1936، قدمت غُرفة الأطباء البيطريين في دارمشتات شكوى رسمية ضد عدم تطبيق قوانين حماية الحيوان على أولئك الذين أجروا تجارب غير قانونية عليها.

## الخلافات

### التسامح تجاه التجارب على الحيوانات
على الرغم من تعزيز قوانين حماية الحيوانات، فإن حكومة ألمانيا النازية كثيرًا ما تجيز إجراء التجارب على الحيوانات وتفضل استخدام الحيوانات بدلاً من البشر عند إجراء التجارب البيولوجية. يقول الناشط في مجال حقوق الحيوان، «بوريا ساكس»، في كتابه «الحيوانات في الرايخ الثالث: الحيوانات الأليفة، وكباش الفداء، والمحرقة» أن النازيين تلاعبوا في المواقف تجاه حماية الحيوانات لتتوافق مع نظامهم الرمزي. من خلال مُساواة الحزب النازي بـ «الطبيعة»، قلل النازيون تأثير توجُهاتهم الأخلاقية في المسائل البيولوجية.

### السياسات المُتعلقة بالناشطين غير النازيين
يُشير الخبراء الذين يُجادلون على حقيقة أن النازيين لم يكونوا من المؤيدين الحقيقيين لحقوق الحيوان إلى أن النظام النازي حل بعض المُنظمات التي تدافع عن حماية البيئة أو حماية الحيوان، مثل مُنظمة أصدقاء الطبيعة البالغ عددهم 100000 عضو، لأنهم دافعوا عن أيديولوجيات سياسية كانت غير قانونية بموجب الدستور النازي. على سبيل المثال، كان «أصدقاء الطبيعة» رسميًا مُنظمة غير حزبية، لكن نشطاء من المُنظمة كانوا من بين قادة الحزب المُنافس للنازية، الحزب الاشتراكي الديمقراطي.